# Christoffer Tobiesen
Christoffer Leberecht Tobiesen (født 1. april 1807 i Vindinge ved Nyborg, død 16. juni 1893) var en dansk provst og politiker.
Tobiesen var søn af sognepræst Frederik Holmsted Tobiesen. Han blev student fra Vordingborg i 1827 og cand.theol. i 1833. Han var personel kapellan i Stenstrup og Lunde Sogne på Fyn fra 1833 og sognepræst i Hodde og Tistrup Sogne ved Varde fra 1836. I 1845 blev Tobiesen sognepræst i Thorstrup og Horne Sogne og provst i Øster Horne, Vester Horne og Skast Herreder. Han skulle forflyttes til Herslev Sogn syd for Fredericia i 1856 men fritoges efter ønske. I 1858 blev han sognepræst i Dannemare og Tillitse Sogne ved Nakskov og fra 1864 også provst for Lollands Sønder og Nørre Herreder. Fra 1884 til sin afsked i 1885 var stiftsprovst for Lolland-Falsters Stift.
Tobiesen var medlem af Den Grundlovgivende Rigsforsamling valgt i Ribe Amts 1. distrikt (Varde).
Han blev ridder af Dannebrog i 1867 og dannebrogsmand i 1883.